# دهيمجان (عمد)

تعديل مصدري - تعديل

دهيمجان هي إحدى قرى  بمديرية عمد التابعة لمحافظة حضرموت، بلغ تعداد سكانها 50 نسمة حسب تعداد اليمن لعام 2004.